# Društvena trgovina
Društvena trgovina je podskup elektronske trgovine (e-commerce) koji kombinuje tradicionalne metode online kupovine s interakcijama i doprinosima korisnika na društvenim medijima. Ovaj koncept omogućava kupcima da istraže, podele i preporuče proizvode i usluge, često u realnom vremenu, dok brendovi koriste platforme društvenih mreža za direktnu prodaju i promociju.

## Razvoj pojma društvene trgovine
Termin "društvena trgovina" prvi put je upotrebio Yahoo! 2005. godine, opisujući alate koji su omogućavali korisnicima da dele iskustva i savete tokom kupovine. Ključni pioniri u razvoju ovog koncepta su David Beisel i Steve Rubel, koji su istakli značaj sadržaja generisanog od strane korisnika i integraciju društvenih funkcionalnosti u procese kupovine.
Rast popularnosti društvenih medija poput Facebook-a, Instagram-a i Pinterest-a dao je snažan podsticaj društvenoj trgovini. Sve više korisnika danas donosi odluke o kupovini na osnovu recenzija, komentara i preporuka prijatelja, influensera i zajednica na mreži.

## Ključni ciljevi društvene trgovine
Društvena trgovina ima za cilj da:
- Angažuje korisnike i podstakne ih na kupovinu kroz personalizovane preporuke.
- Omogući jednostavno deljenje informacija o proizvodima i uslugama.
- Poveća lojalnost kupaca kroz interakcije na društvenim mrežama.
- Omogući brendovima da direktno prate povratne informacije kupaca.

## Glavne karakteristike društvene trgovine
Društvena trgovina se oslanja na nekoliko ključnih elemenata:
- Recenzije i ocene korisnika: Kupci dele svoje iskustvo o proizvodima.
- Preporuke i deljenje sadržaja: Mogućnost da korisnici preporuče proizvode prijateljima.
- Forum zajednice: Diskusije korisnika koje pružaju dodatne informacije o proizvodima.
- Integracija društvenih mreža: Direktna prodaja i promocija na platformama poput Instagram-a, Facebook-a i TikTok-a.
- Proširena stvarnost (AR): Omogućava korisnicima da "isprobaju" proizvode virtuelno pre kupovine.

## Vrste društvene trgovine
Postoje dva osnovna tipa društvene trgovine:
1. Onsite društvena trgovina: Društvene funkcionalnosti integrisane na sajtovima za elektronsku trgovinu, uključujući recenzije, forume i mogućnosti deljenja sadržaja.[5]
2. Offsite društvena trgovina: Korišćenje eksternih platformi poput Facebook-a ili Instagram-a za promociju, prodaju i komunikaciju sa kupcima.[6]

## Prednosti i izazovi društvene trgovine
Prednosti:
- Povećanje vidljivosti brenda kroz deljenje sadržaja.
- Smanjenje troškova marketinga kroz sadržaj koji generišu korisnici.
- Veća angažovanost kupaca i lojalnost kroz personalizovanu interakciju.

Izazovi:
- Potreba za stalnim praćenjem i analizom povratnih informacija.
- Zaštita privatnosti korisnika i upravljanje podacima.
- Održavanje relevantnosti sadržaja u dinamičnom online okruženju.

## Uticaj influensera i budućnost društvene trgovine
Uticaj influensera postao je ključan za društvenu trgovinu. Njihova sposobnost da utiču na odluke o kupovini često igra presudnu ulogu. Budućnost društvene trgovine uključuje još veću integraciju tehnologija poput veštačke inteligencije i proširene stvarnosti, kako bi se korisnicima pružilo još bogatije iskustvo.

## Zaključak
Društvena trgovina predstavlja revoluciju u online trgovini, spajajući tradicionalne e-commerce metode s društvenim aspektima. Omogućava korisnicima personalizovano, interaktivno iskustvo, dok brendovima pruža priliku za povećanje prodaje i jačanje odnosa sa kupcima.

## Spoljašnje veze
- Investopedia - Social Commerce: Definition, Tactics, and Examples
- Social Commerce u 2022. godini
- What Is Social Commerce? Tips and Trends